# Port Blair

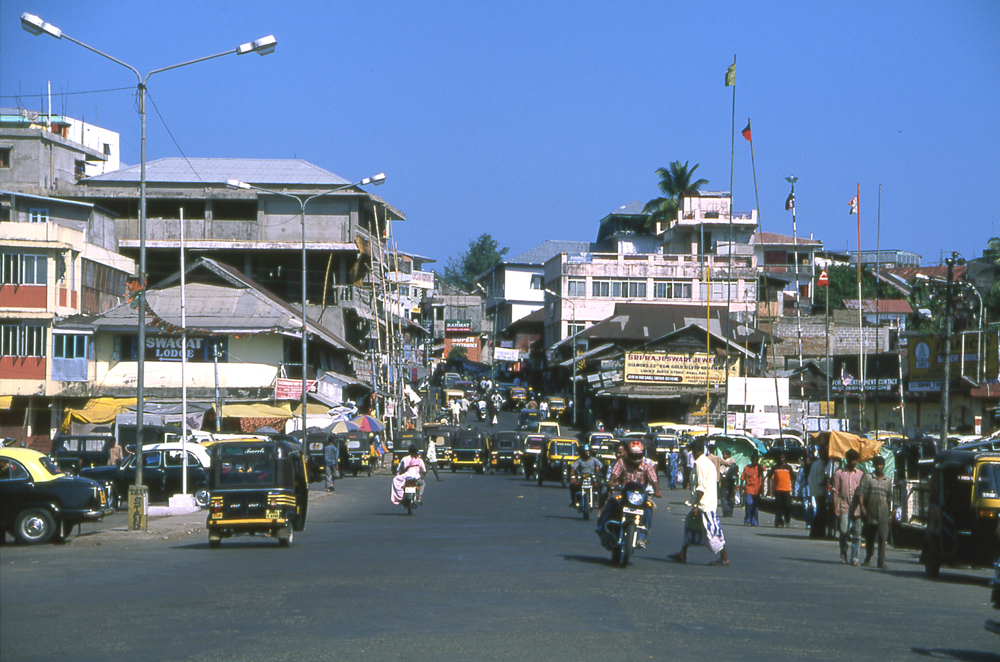
Port Blair

Port Blair este un oraș în India, centru administrativ al teritoriului unional autonom Insulele Andaman și Nicobar, situat  pe țărmul sud est al insulei Andaman  de Sud, cu 101,8 mii de locuitori (2001).

## Nume
Numele orașului Port Blair provine de la locotenentul Archibald Blair, ofițer în slujba Companiei Indiilor de Est.

## Istorie
Orașul Port Blair a fost ocupat de britanici în 1789 și transformat  în colonie penitenciară (1858 - 1945). Între 1942 și 1945 a fost ocupat de japonezi. A revenit Indiei în 1948.